# Johann von Treyden
Johann Heinrich Reinhold von Treyden (russisch Иван Яковлевич фон Трейден, Iwan Jakowlewitsch von Trejden; * 1700 oder 1701; † 1. Februar 1781 in Pernau, Gouvernement Livland, Russisches Kaiserreich) war ein deutschbaltischer Generalleutnant und Stadtkommandant von Königsberg in russischen Diensten.

## Leben
Er stammte aus dem baltischen Adelsgeschlecht Trotta-Treyden. Der Vater Jacob von Treyden († 1742) war russischer Kommandant von Wyborg 1739. Johann von Treyden trat 1727 in die russische Armee ein. Er wurde zunächst Generaladjutant von General Burkhard Christoph von Münnich. 1754 war er Oberst des Kiewer Infanterie-Regiments. Seit 1755 gehörte von Treyden zur Division von General Wilhelm von Fermor. In diesem Jahr wurde er in den Rang eines Brigadiers erhoben. 1757 war er während des Siebenjährigen Krieges bei der russischen Eroberung von Memel beteiligt und Anfang 1758 von Königsberg. Etwa seit Mitte 1758 war Johann von Heyden dort Ober-Kommandant (Stadtoberhaupt). Er bemühte sich unter anderem, die zerstörte Festung wieder herrichten zu lassen. Am 1. Januar 1759 wurde er zum Generalmajor ernannt.
Am 28. Januar 1759 gab Johann von Treyden sein Amt als Oberkommandant von Königsberg  an Hauptmann Johann von Helwig ab. Er kämpfte weiter im Krieg, unter anderem an der Weichsel (Mitte 1759). 1762 wurde von Treyden als Generalleutnant in den Ruhestand versetzt. Er verbrachte die letzte Lebenszeit in Pernau, wo er am 1. Februar 1781 im Alter von 80 Jahren starb und am 6. Februar beerdigt wurde.
Johann von Treyden besaß die Güter Bremeczow(?) und Constanten in Litauen, sowie Sonnaxt in Kurland.

## Ehen und Nachkommen
Heinrich Reinhold von Treyden war in erster Ehe mit Catharina Elisabeth von Butlar verheiratet. Die beiden hatten den Sohn
- Christoph Wilhelm (Christophor) von Treyden (1734–1809), russischer Generalleutnant und Militär-Gouverneur von Irkutsk[1].

1754 heiratete er Hedwig Maria von Stein (1724/25–1809) in Riga in zweiter Ehe. Nachkommen waren
- Georg Jacob Magnus von Treyden (* 1757 in St. Jürgens, Kreis Harju)[2]
- Reinhold Ludwig Ernst von Treyden (Leontij Iwanowitsch Trejden; 1765–1807), russischer Generalmajor[3]

In deutschsprachigen Texten wurde er als Heinrich Reinhold von Treyden benannt, in russischen als Iwan Trejden. Es ist sehr unsicher, ob er wirklich auch Johann hieß, oder ob das nur eine irrtümliche hypothetische Rückübersetzung des russischen Namens Iwan war.